# Spoorlijn Bratislava – Břeclav
De spoorlijn Bratislava - Kúty - Břeclav (gekend als spoorlijn nummer 110) is een geëlektrificeerde dubbelsporige lijn in Slowakije. Ze werd in de 19e eeuw aangelegd teneinde Bratislava te verbinden met de Tsjechische stad Břeclav.

## Ligging
Spoorlijn 110 is gelegen aan de voet van de bergketen Kleine Karpaten en loopt door de valleien der rivieren Donau en Morava . De lijn maakt deel uit van de Pan-Europese transportcorridor nummer IV (Dresden - Istanboel). Ze heeft een lengte van ruim 82 kilometer en de hoogst toegelaten snelheid is 140 km/u. Er is een  snelheidsverhoging naar 200 km/u in het vooruitzicht.

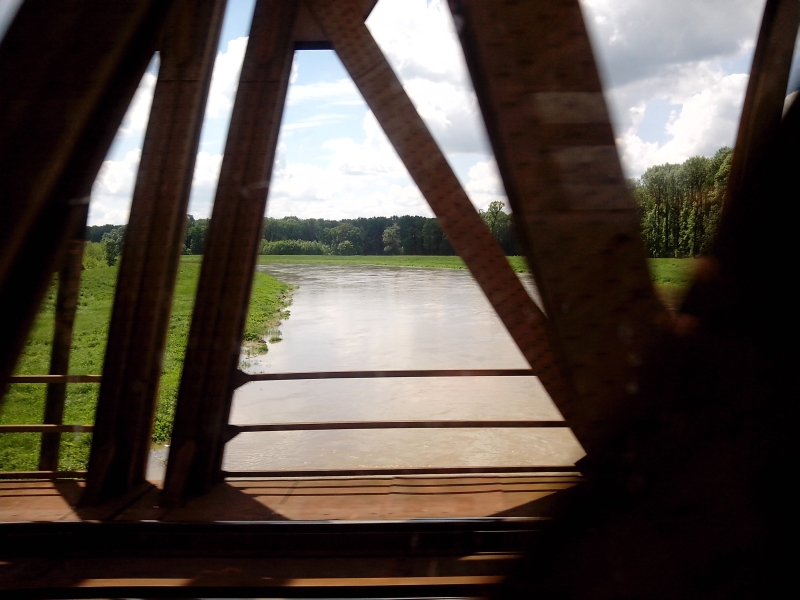
Brug over de rivier: Morava.

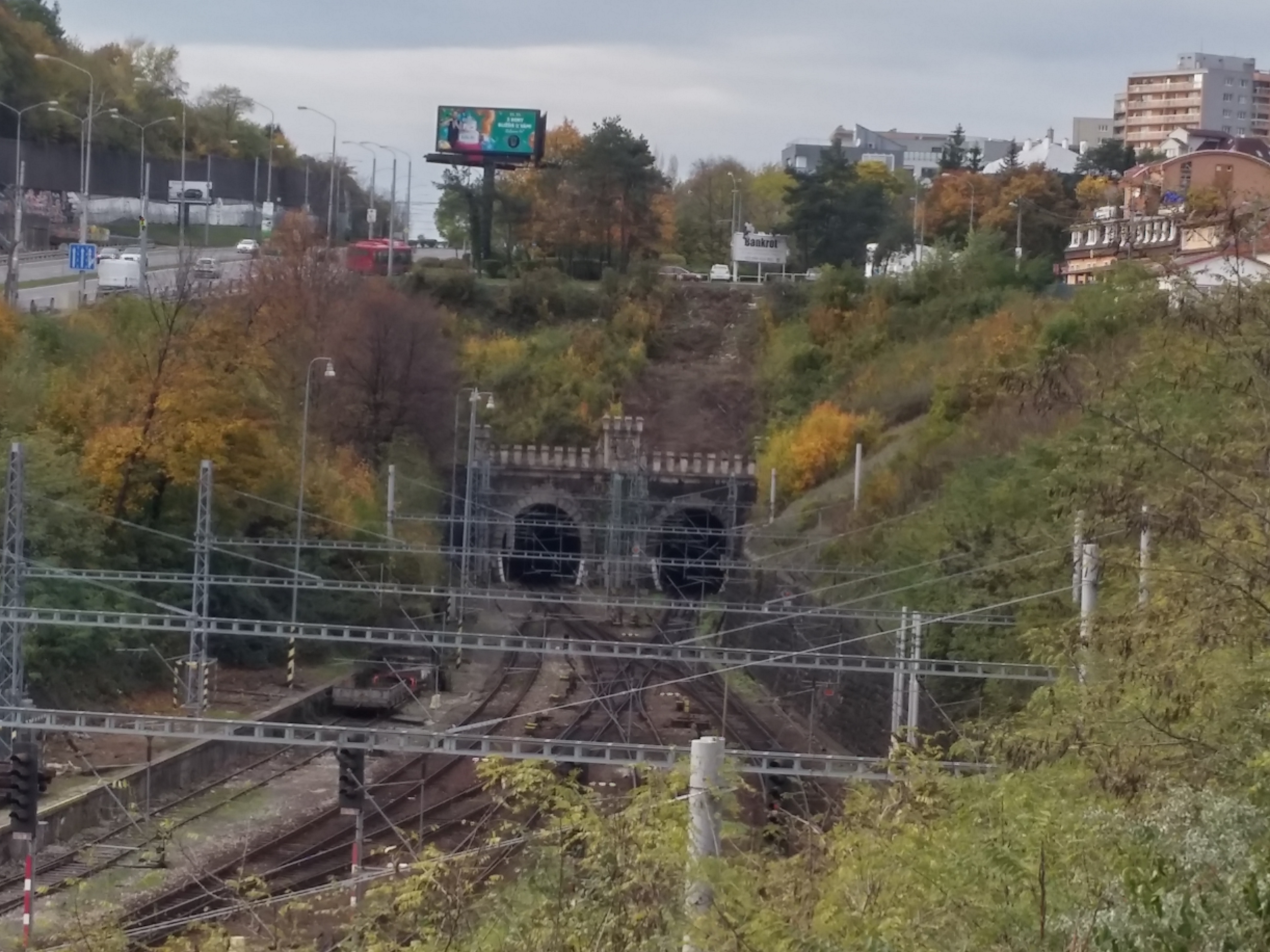
Tunnel van Lamač.

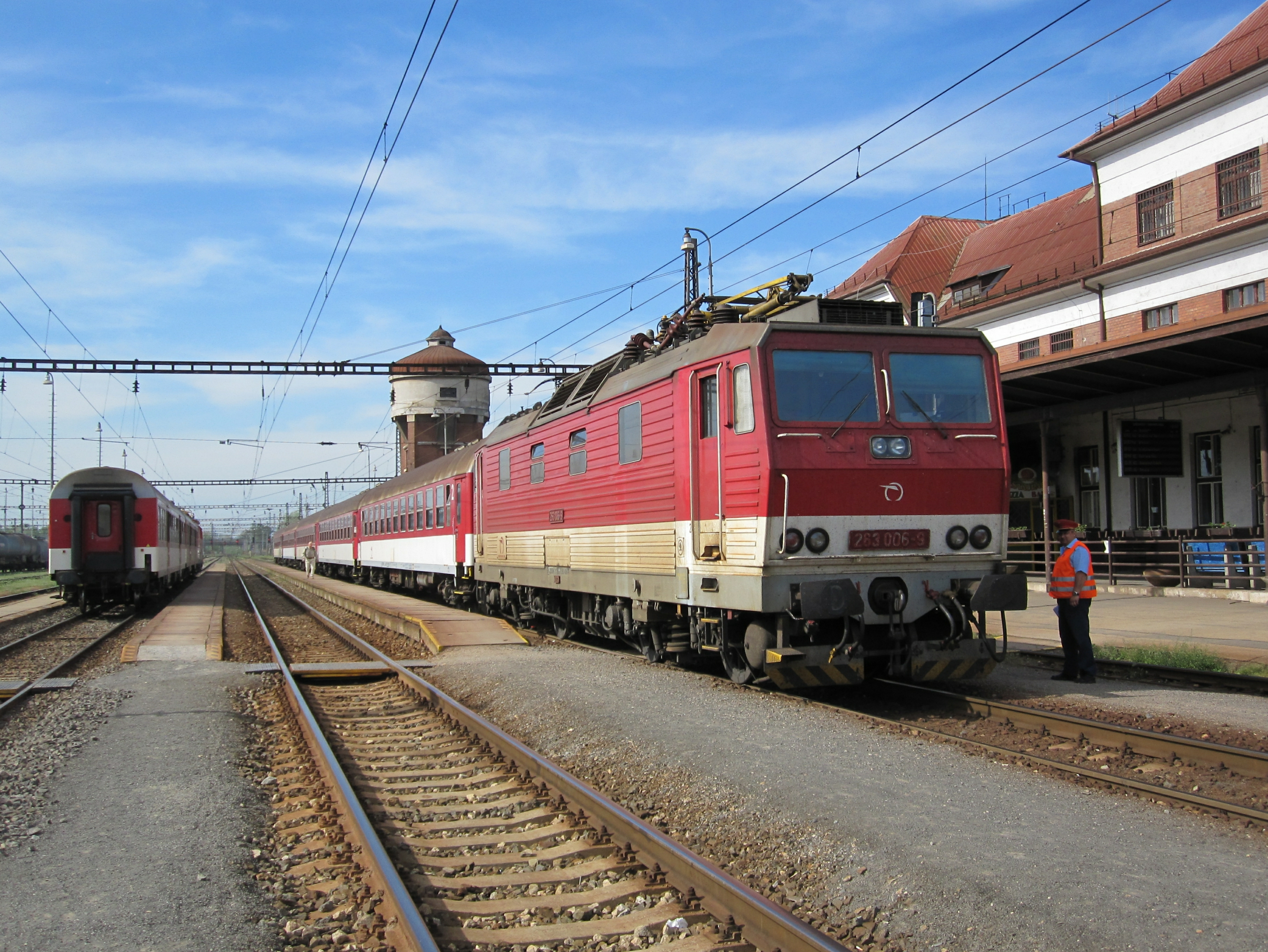
Trein in station Kúty.

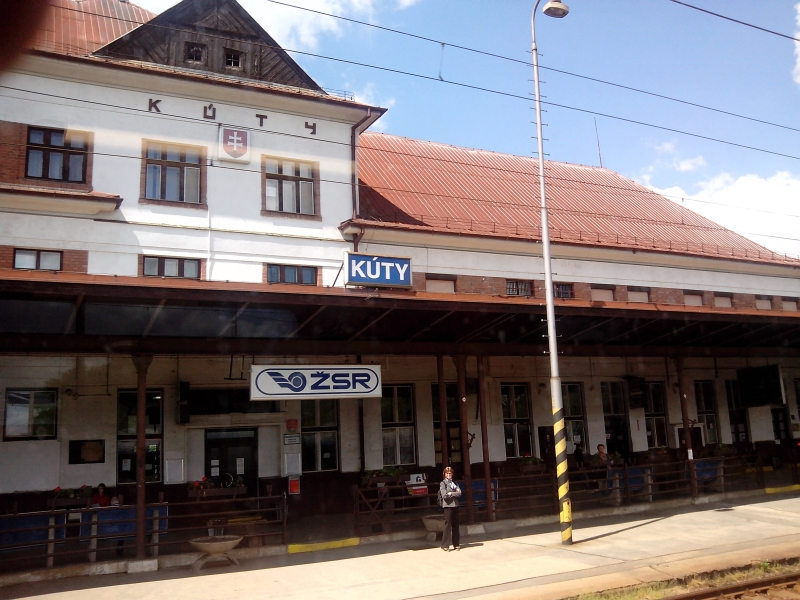
Station Kúty.

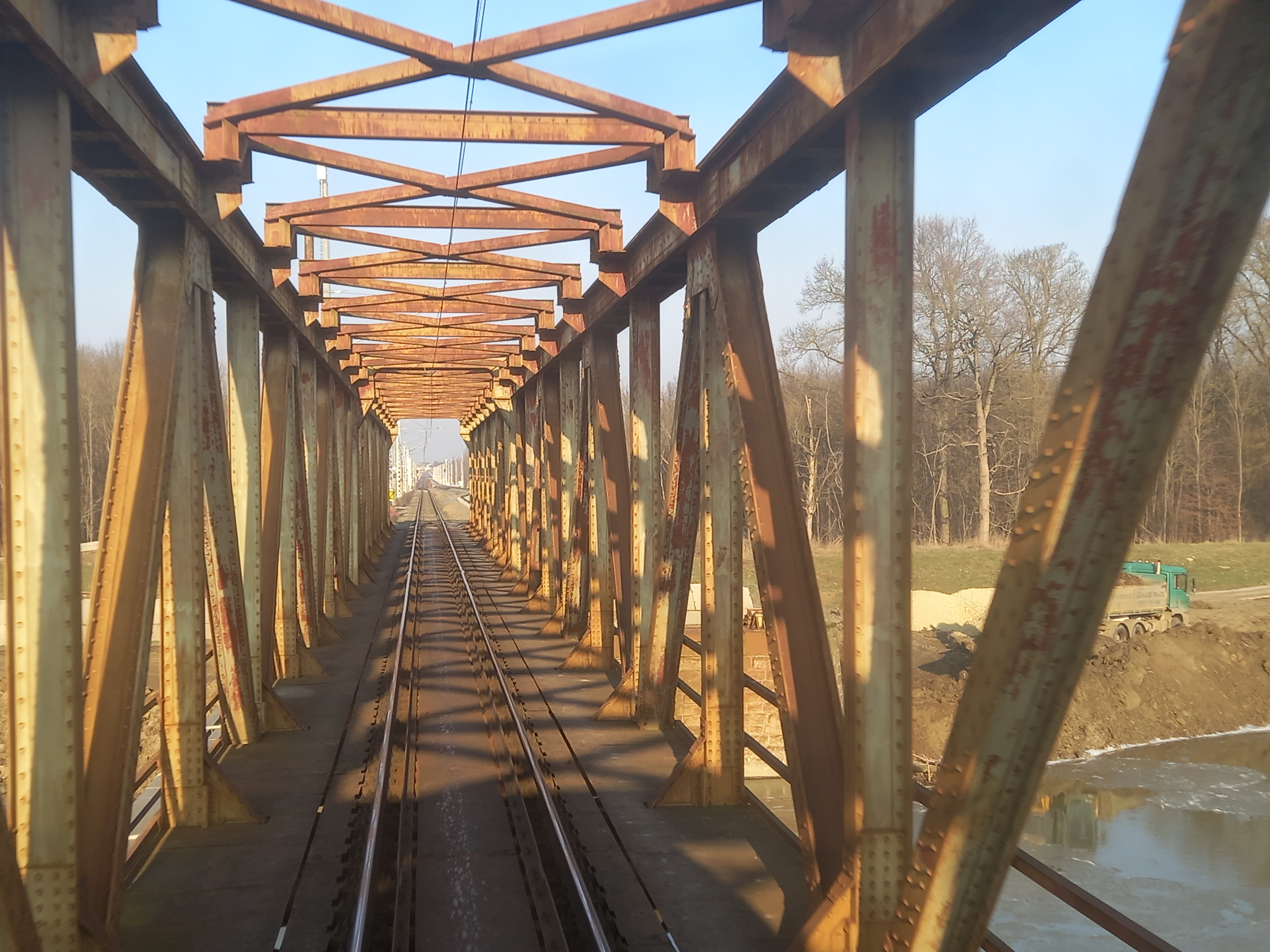
Grensovergang Slowakije - Tsjechië tussen Brodské en Lanžhot.

## Geschiedenis
Reeds in 1848 bestond er een spoorlijn van Bratislava naar Marchegg en Gänserndorf, die op Oostenrijks grondgebied aansloot op de in 1839 aangelegde lijn "Wenen - Břeclav". Toen was Břeclav -vanuit Bratislava- per trein reeds bereikbaar mits een omweg. De bouw van de rechtstreekse lijn tussen beide laatstgenoemde steden begon pas jaren later door toedoen van de spoorwegmaatschappij "Moravská dolina". Deze bouwde in de episode van 1889 tot 1891 het baanvak van Devínska Nová Ves (Bratislava) naar Skalica na Slovensku (dicht bij de grens met Tsjechië).
Nadien, in 1891, namen de Hongaarse Spoorwegen de onvoltooide lijn in gebruik.
In het jaar 1900 volgde de afwerking  door:
- de bouw van een vertakking in Kúty, in de richting Břeclav, via het grenspunt Brodské,
- de oplevering van de brug over de Morava in het grensgebied Slowakije/Tsjechië.

Na de Eerste Wereldoorlog en de totstandkoming van Tsjecho-Slowakije had de jonge staat behoefte aan de verwezenlijking van snel spoorvervoer tussen de beide landsdelen. Om die reden werd voor het gehele parcours een tweede spoor aangelegd dat in 1921 in gebruik werd genomen. In 1967 werd deze lijn als eerste met een wisselspanning van 25 kV, 50 Hz geëlektrificeerd .

## Modernisering
Volgens een studie uit 2015 zou een snelheidsverhoging tot 200 km/u een belangrijke tijdsbesparing opleveren op de lijn Hongarije-Slowakije-Tsjechië.
Op 27 januari 2017 hebben de Slowaakse Spoorwegen (ŽSR) een aanbesteding uitgeschreven voor de modernisering van het traject van Devínska Nová Ves tot de Tsjechische grens. Men voorzag de uitvoering van de volgende werken binnen een tijdspanne van 38 maanden:
- Devínska Nová Ves - Malacky
- Kúty - Tsjechische grens  (locatie).

Deze modernisering is de grootste investering van de tweede Fico-regering.
In 2020 gaf de ŽSR opdracht tot de voorbereiding van de hogergenoemde werken voor een bedrag van € 275 miljoen, de omzetbelasting niet inbegrepen. In het contract is bepaald dat het werk in november 2023 moet gereed zijn. Als onderdeel van de modernisering wordt ook de brug over de rivier Morava vervangen. Laatstgenoemde rivier is de natuurlijke grens tussen beide landen.

## Stations, haltes en kunstwerken
- Bratislava hlavná stanica.
  - Vertakking naar lijn:
    - 100: Devínska Nová Ves – Marchegg,
    - 120: Žilina,
    - 130: Štúrovo
    - 132: Rajka

  - Tunnel van Lamač
- Bratislava-Železná studienka
- Bratislava-Lamač
- Devínska Nová Ves
  - Vertakking naar lijn 100: Marchegg
- Devínske Jazero (ten noorden van: Devínska Nová Ves)
- Zohor
  - Vertakking naar lijn 113: Záhorská Ves
- Plavecký Štvrtok
- Malacky
- Veľké Leváre
- Závod
- Moravský Svätý Ján
- Sekule
- Kúty
  - Vertakking naar lijn:
    - 114: Kúty – Skalica – Sudoměřice (Tsjechië)
    - 116: Kúty – Trnava
- Brodské
  - Grensovergang Slowakije - Tsjechië
- Lanžhot (Tsjechië)
- Břeclav